# Sergio Mimica
Sergio Mimica-Gezzan (1957.), pravog imena Srđan Mimica, je hrvatski i američki (holivudski) filmski redatelj, glumac, producent, a pojavljuje se često i kao redatelj druge jedinice ili pomoćnik redatelja.
Sin je poznatog hrvatskog filmskog djelatnika Vatroslava Mimice.
U najavnim/odjavnim špicama, pojavljuje se i pod imenom Srđan, odnosno bez dodatka u prezimenu Gezzan.

## Filmografija

### Redatelj druge jedinice/pomoćnik redatelja
- Sofijin izbor (1982.) (pomoćnik redatelja)
- Intrigue (1988.) (TV) (prvi pomoćnik redatelja)
- "War and Remembrance" (1988.) TV-serija (drugi pomoćnik redatelja)
- The Forgotten (1989.) (prvi pomoćnik redatelja)
- Arizona Dream (1993.) (prvi pomoćnik redatelja)
- Schindlerova lista (1993.) (prvi pomoćnik redatelja)
- Renaissance Man (1994.) (prvi pomoćnik redatelja)
- How to Make an American Quilt (1995.) (pomoćnik redatelja)
- Dan nezavisnosti (1996.) (prvi pomoćnik redatelja)
- Ghosts (1997./I) (prvi pomoćnik redatelja)
- Izgubljeni svijet: Jurski park (1997.) (prvi pomoćnik redatelja)
- Amistad (1997.) (prvi pomoćnik redatelja)
- Spašavanje vojnika Ryana (1998.) (prvi pomoćnik redatelja)
- Inspector Gadget (1999.) (prvi pomoćnik redatelja)
- Umjetna inteligencija (2001.) (prvi pomoćnik redatelja)
- Specijalni izvještaj (2002.) (prvi pomoćnik redatelja)
- Uhvati me ako možeš (2002.) (prvi pomoćnik redatelja)
- Terminal (2004.) (prvi pomoćnik redatelja)

### Redateljski uradci
- Taken (2002.) TV-serija, epizoda "High Hopes"
- The Legend of Butch & Sundance (2004.)
- Into the West (2005.), TV-nizanka
- Surface, epizoda 1.6 (2005.)
  - Alpha Male (2005.)
  - Run and Gun (2006.)
- Invazija, epizode:
- Nightmares and Dreamscapes: From the Stories of Stephen King (2006.),  mini TV-nizanka (The Road Virus Heads North)
  - The Key (2006.)
  - Buried (2006.)
- Zakon braće
  - Fragged (2005.)
  - Home: Part 1 (2005.)
  - The Captain's Hand (2006.)
  - Precipice (2006.)
  - Occupation (2006.)
- Battlestar Galactica, epizode:

### Glumačke filmske uloge
- Ponedjeljak ili utorak kao Mali Marko (1966.)
- Kaja, ubit ću te! (1967.)
- Događaj (1969.) kao unuk
- Seljačka buna (1975.) kao Petrica
- Inside Taken 2002., osobno se pojavljuje u dokumentarcu o seriji "Taken"

### Producentski uradci
- Specijalni izvještaj (2002.) (pomoćnik producenta)
- Uhvati me ako možeš (2002.) (pomoćnik producenta)
- Terminal (2004.) (koproducent)